# Userkafova piramida
Userkafov piramidni kompleks je bil zgrajen okoli leta 2490 pr. n. št. za faraona Userkafa (vladal 2494–2487 pr. n. št.), ustanovitelja Pete egipčanske dinastije (okoli 2494–2345 pr. n. št.). Kompleks je na piramidnem polju v Sakari, severovzhodno od Džoserjeve stopničaste piramide. 
Jedro Userkafove piramide je bilo zgrajeno iz kršja in nato obloženo s kamnitimi bloki. Piramida je zaradi nekakovostne gradnje zdaj porušena in podobna stožčastemu griču sredi sakarskega peska. Domačini jo zato imenujejo El-Haram el-Maharbish – Kup kamenja. Kot kraljevo piramido so jo zahodni arheologi prepoznali v 19. stoletju.
Userkafova piramida je del velikega pokopališkega kompleksa, sestavljenega iz mrtvaškega templja, daritvene kapele, kultne piramide in manjše ločene piramide in mrtvaškega templja Userkafove žene, kraljice Neferhetepes. Userkafov mrtvaški tempelj in kultna piramida sta popolnoma porušena in težko prepoznavna. Od kraljičine piramide je ostal samo kup kršja. Njena pogrebna komora je vir gradiva za tatove kamnitih blokov.
Kompleks se od kompleksov, zgrajenih v Četrti dinastiji (okoli 2613–2494 pr. n. št.), razlikuje po arhitekturi  in lokaciji, ker je zgrajena v Sakari in ne v Gizi. Kot kat bi lahko bil manifestacija temeljitih sprememb v ideologiji kraljevanja, ki je nastala na prehodu iz Četrte v Peto dinastijo. Spremembe so se začele morda že med vladanjem Userkafovega neposrednega predhodnika Šepseskafa. Približno 1500 let po izgradnji je piramidni kompleks obnovil Ramzes II. V mnogo kasnejšem saitskem obdobju (664–525 pr. n. št.) se je uporabljal kot pokopališče.

## Galerija
- Userkafov pokopališki kompleks: 1) glavna piramida, 2) ofertorij, 3) kultna piramida; pogrebni tempelj je obsegal:  4) dvorišče, 5) kapela, 6) vhodni prehodi, 7) dostop
- Userkafov tempelj z ruševinami Neferhetepesine piramide v ozadju
- Pogrebna komora Neferhetepesine piramide
- Fragment reliefa iz pogrebnega templja z Userkafovo podobo
- Tlakovci iz črnega bazalta na dvorišču templja